# Jesús María, Doctor Mora
Jesús María är en ort i Mexiko.   Den ligger i kommunen Doctor Mora och delstaten Guanajuato, i den centrala delen av landet, 230 km nordväst om huvudstaden Mexico City. Jesús María ligger 2 101 meter över havet och antalet invånare är 114.
Terrängen runt Jesús María är platt åt sydväst, men åt nordost är den kuperad. Runt Jesús María är det ganska glesbefolkat, med 36 invånare per kvadratkilometer. Närmaste större samhälle är San José Iturbide, 15,0 km söder om Jesús María. Trakten runt Jesús María består i huvudsak av gräsmarker.